# Bornmuellera angustifolia
Bornmuellera angustifolia är en korsblommig växtart som först beskrevs av Heinrich Carl Haussknecht och Joseph Friedrich Nicolaus Bornmüller, och fick sitt nu gällande namn av James Cullen och Theodore `Ted' Robert Dudley. Bornmuellera angustifolia ingår i släktet Bornmuellera och familjen korsblommiga växter. Inga underarter finns listade i Catalogue of Life.